# Viviana Sáez
Viviana Sáez (Buenos Aires, 1962) es una actriz argentina.
Es la esposa del actor uruguayo Osvaldo Laport.

## Trayectoria

### Cine
- 1985: Sucedió en el internado.
- 2005: Partiendo átomos.

### Televisión (novelas)
- 1989: La extraña dama.
- 1990: Pobre diabla.
- 1992: Soy Gina. (Luisa Kuliok – Jorge Martínez) Canal 13.
- 1994: Mas allá del horizonte.(Grecia Colmenares - Osvaldo Laport) Canal 9
- 1994-1995: Perla negra. (Andrea del Boca – Gabriel Corrado) Telefe.
- 1995: ¡Hola papi!. (Carlos Calvo) Canal 13.
- 1996: El Sheik.(Gustavo Bermudez - Araceli González) Canal 13
- 1996: 90 60 90 modelos. (Osvaldo Laport – Silvia Kutika) Canal 9
- 1997: Ricos y famosos. (Natalia Oreiro – Diego Ramos) Canal 9.
- 1999: Campeones de la vida. (Soledad Silveyra - Osvaldo Laport) Canal 13
- 2001:  Un cortado, historias de café Canal 7
- 2001: El sodero de mi vida. (Dady Brieva – Andrea del Boca) Canal 13
- 2002: Kachorra. (Natalia Oreiro - Pablo Rago) Telefé
- 2002: Rebelde Way.
- 2006: El refugio (de los sueños) Canal 13.
- 2007: LalolaAmerica tv.
- 2008-2009: Por amor a vos Canal 13.

### Televisión Internacional
- 1989-1990: Pobre diabla (Osvaldo Laport – Jeannet Rodríguez) Artear - Venezolana de Televisión.
- 1990-1991: Inés Duarte, secretaria (Venevisión Canal 4) Venezuela.
- 1995: El rostro de la venganza (Gustavo Gulilen- Andrea Barbieri). Israel
- 1996: Subterráneos  Canal 4 Montecarlo-Uruguay.

### Televisión (Conducción)
- 1999 – 2000: Utilísima satelital (Conducción)

### Teatro
- 1990 – 1991: La verdadera Historia de Pedro Navaja (Comedia Musical Coproducción Venezuela – Puerto Rico).

### Publicidad
- 1990: Safeguad jabón de tocador (Venezuela)

## Estudios cursados
[cita requerida]
- Teatro con Luis Tasca
- Seminario de formación teatral con Jorge Álvarez
- Canto con Norberto Mazza
- Danza jazz con Noemí Coelho
- Modelaje con Michelle Santana
- Canto con José Elliot
- Canto con Diana María
- Baile con Noemí Cohelo